# Analog Devices
Analog Devices, Inc. — американская компания, производитель интегральных микросхем для решения задач преобразования сигналов (в том числе аналого-цифровых преобразователей и цифровых сигнальных процессоров). Штаб-квартира находится в Уилмингтоне (штат Массачусетс, рядом с Бостоном).

## История
Компания основана в 1965 году двумя выпускниками МИТ Рэем Стейтом (Ray Stata) и Мэттью Лорбером (Matthew Lorber); первоначально занималась разработкой операционных усилителей. В 1969 году было проведено первичное публичное предложение акций, и Analog Devices стала публичной компанией. В том же году была куплена компания Pastoriza Research, разрабатывавшая аналогово-цифровые преобразователи. В 1971 году было создано полупроводниковое подразделение. В 1976 году при финансовой поддержке ирландского правительства был открыт завод полупроводников в городе Лимерик. В 1982 году выручка компании составляла 156 млн долларов, она продавала около 200 различных продуктов, включая ЦАП, АЦП и контрольно-измерительные системы для различных отраслей промышленности. В начале 1980-х годов были открыты заводы в Японии и на Филиппинах.
Во второй половине 1980-х годов рост компании замедлился, 1990 год она впервые закончила с убытком, было сокращено 10 % персонала (600 человек). Было решено сосредоточить усилия в области цифровой обработки сигналов и смешанных аналогово-цифровых схем. В августе 1990 года была куплена калифорнийская компания Precision Monolithics.
В 2016 году за 14,8 млрд долларов была куплена компания Linear Technology. В августе 2021 года было завершено поглощение компании Maxim Integrated.

## Собственники и руководство
Акции компании котируются на бирже Nasdaq. Крупнейшими держателями акций по состоянию на конец 2023 года были The Vanguard Group (9,17 %), BlackRock (7,99 %), JPMorgan Chase (4,60 %), State Street Global Advisors (4,06 %), MFS Investment Management  (2,80 %).
- Рэй Стейта (Ray Stata) — сооснователь, президент с 1971 по 1991 год, генеральный директор с 1973 по 1996 год, председатель совета директоров с 1973 по 2022 год[8].
- Венсан Рош (Vincent Roche) — президент с 2012 года, генеральный директор с 2013 года, председатель совета директоров с 2022 года, в компании с 1988 года[9].

## Деятельность
Штаб-квартира компании находится в Норвуде, штат Массачусетс. Кроме того, несколько офисов компании размещено в других частях Соединенных Штатов. Фабрики компании расположены в США и Ирландии. Компания имеет исследовательские центры в Великобритании, Австралии, Германии, Испании, Израиле, Китае, Японии, Тайване и Индии.
Выручка за 2022/23 финансовый год составила 12,5 млрд долларов, основными рынками были США (34 % выручки), Европа (24 %), КНР (18 %) и Япония (11 %). Более половины выручки компании приходится на комплектующие для промышленности, в частности системы автоматизации производства, контрольно-измерительное оборудование, авионика, медицинское и энергетическое оборудование. Также компания разрабатывает и производит микросхемы для автомобилей, телекоммуникационного оборудования и потребительской электроники.
Собственные производственные мощности имеются в штатах Массачусетс, Вашингтон и Орегон, а также в Ирландии, но более половины микросхем изготавливают контрактные производители, такие как тайваньская компания TSMC. Корпусирование и тестирование микросхем осуществляют как собственные предприятия в Малайзии, Филиппинах и Таиланде, так и подрядчики.
В 2023 году Analog Devices заняла 365-е место в списке крупнейших публичных компаний мира Forbes Global 2000.

### Продукция
- Усилители и компараторы
- Аналого-цифровые преобразователи
- Цифро-аналоговые преобразователи
- Цифровые сигнальные процессоры: ADSP-21xx, Blackfin, SHARC, TigerSHARC
- Микросхемы для обработки аудио- и видеосигналов
- Микросхемы для генерации и распространения сигналов синхронизации
- Источники опорного напряжения
- Цифровые вычислительные синтезаторы
- Микроэлектромеханические системы (датчики, приводы)